# Vicky Ford

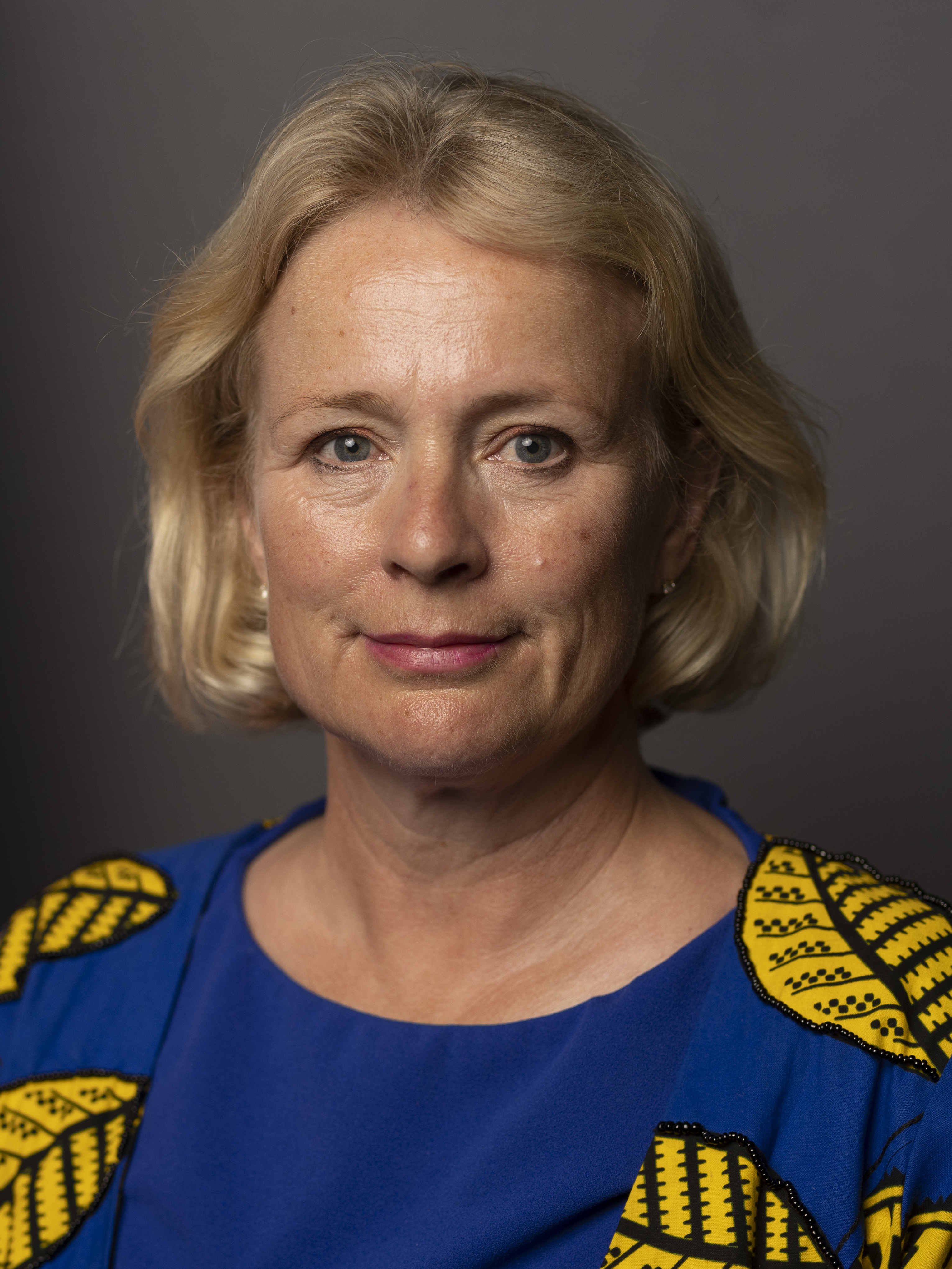
Vicky Ford (2022)

Victoria Grace „Vicky“ Ford (* 21. September 1967 in Omagh, County Tyrone) ist eine britische Politikerin der Conservative Party. Sie war von 2009 bis 2017 Mitglied des Europäischen Parlaments und war von 2017 bis 2024 Mitglied des Britischen Unterhauses. Von September 2022 bis Oktober 2022 war sie Staatsministerin für Entwicklung im Kabinett Truss. 

## Leben
Nach ihrer Schulzeit studierte Ford Mathematik und Wirtschaftswissenschaften am Trinity College in Cambridge. Ford ist als Investmentbankerin tätig, unter anderem für das US-amerikanische Unternehmen J. P. Morgan. Ab 2009 war Ford Abgeordnete im Europäischen Parlament, dort gehörte sie der Fraktion Europäische Konservative und Reformer an. Sie ist verheiratet und hat drei Kinder.

## EU-Parlamentarierin
Ford war Mitglied im Ausschuss für Industrie, Forschung und Energie und in der Delegation in der Paritätischen Parlamentarischen Versammlung AKP-EU.
Als Stellvertreterin war sie engagiert im Ausschuss für Wirtschaft und Währung, im Ausschuss für Umweltfragen, öffentliche Gesundheit und Lebensmittelsicherheit und in der Delegation für die Beziehungen zu Indien.

## Mitglied des britischen Unterhauses
Bei der britischen Unterhauswahl 2017 wurde Ford als Abgeordnete für Chelmsford gewählt. Bei der britischen Unterhauswahl 2024 unterlag sie in ihrem Wahlkreis Marie Goldman von den Liberal Democrats und schied damit aus dem Parlament aus.